# Sierra de Juárez (Baja California)

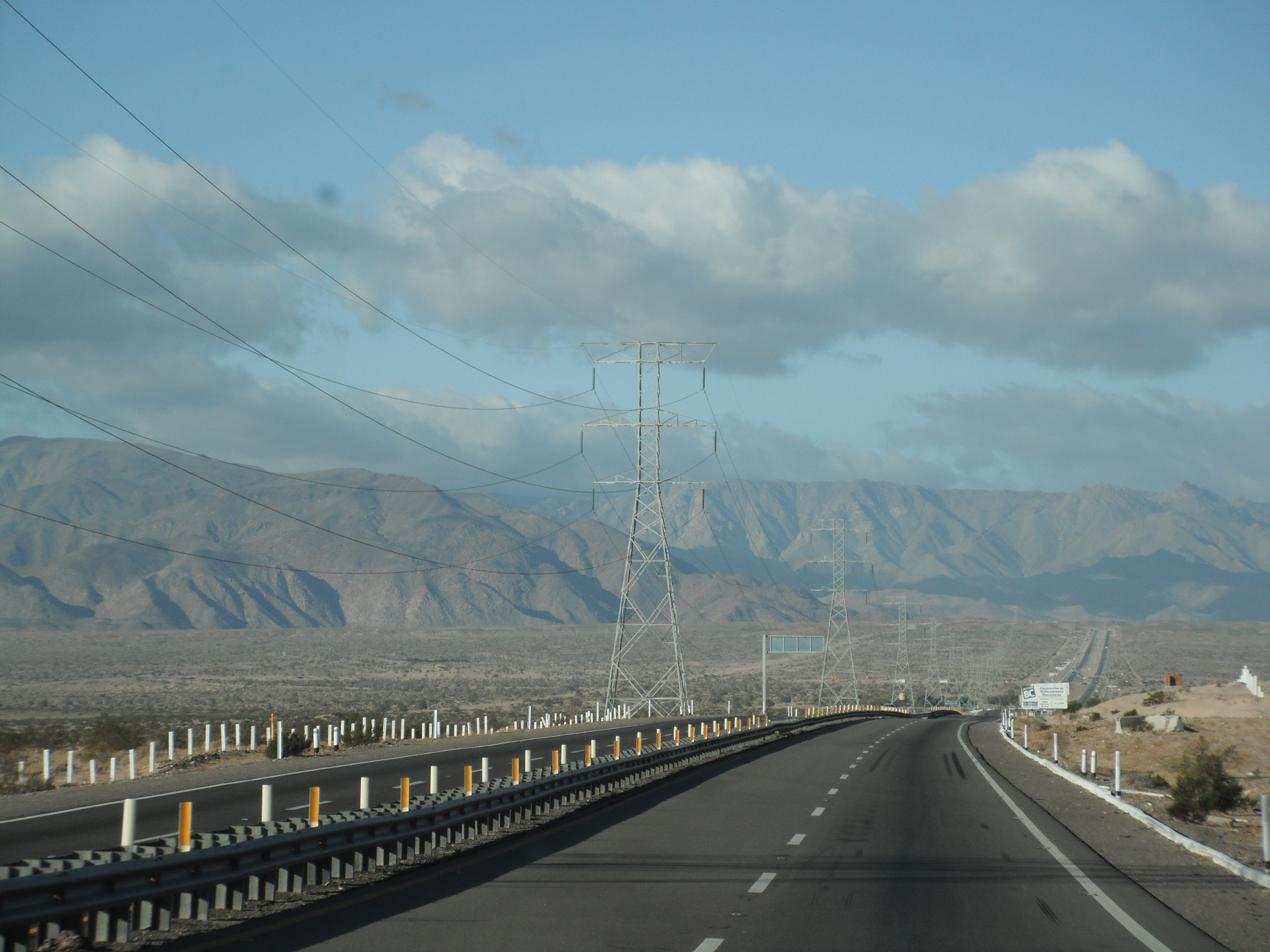
Sierra de Juárez. Desde el camino de Mexicali a la Rumorosa

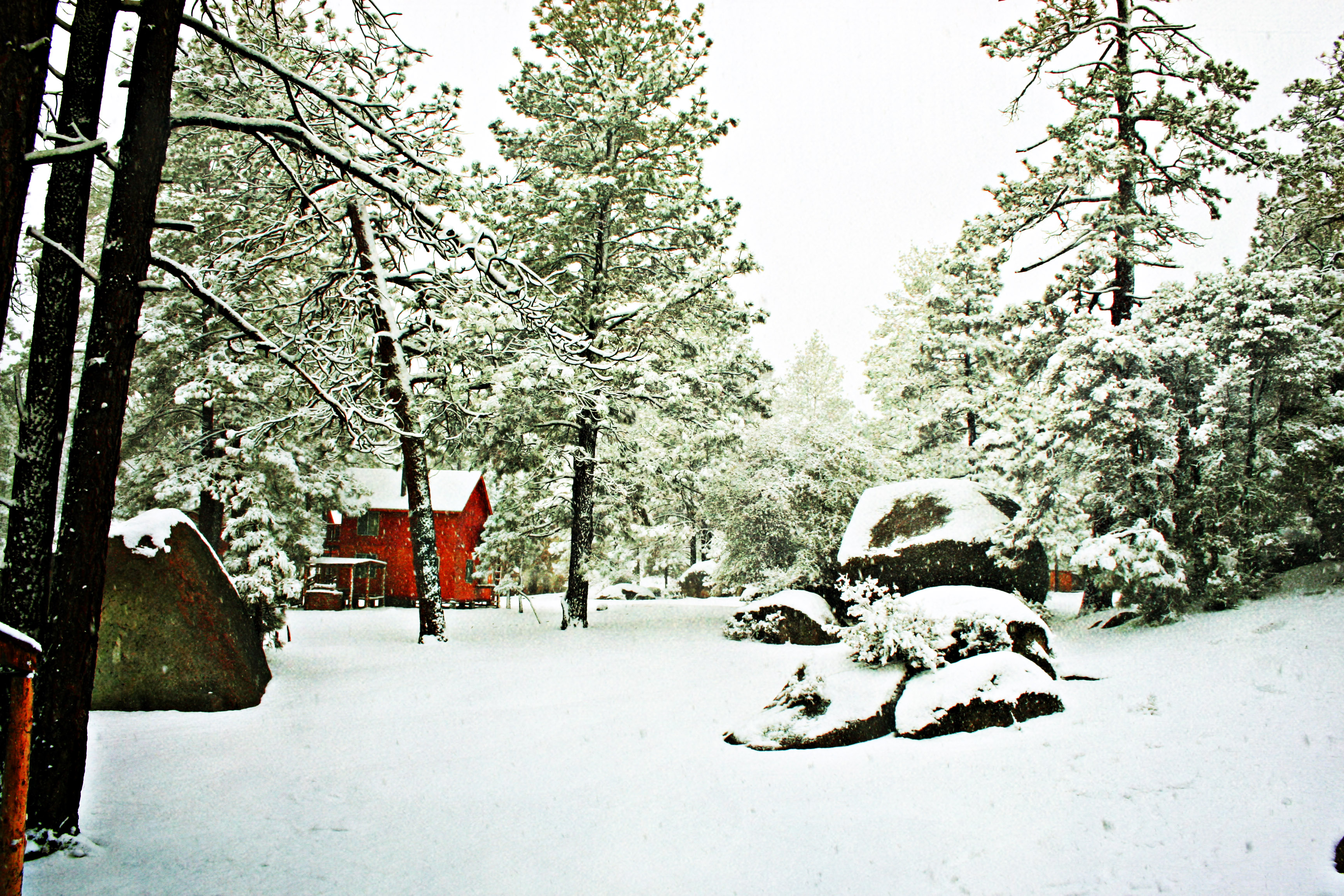
La Sierra de Juárez en Baja California.

La Sierra de Juárez es una cadena montañosa norteamericana ubicada en la parte norte del estado mexicano de Baja California, muy cercana a la frontera con el estado estadounidense de California. Esta sierra forma parte de las zonas montañosas que recorren de norte a sur la montaña de los andes
por el lado sur se encuentra la Sierra de San Pedro Mártir.

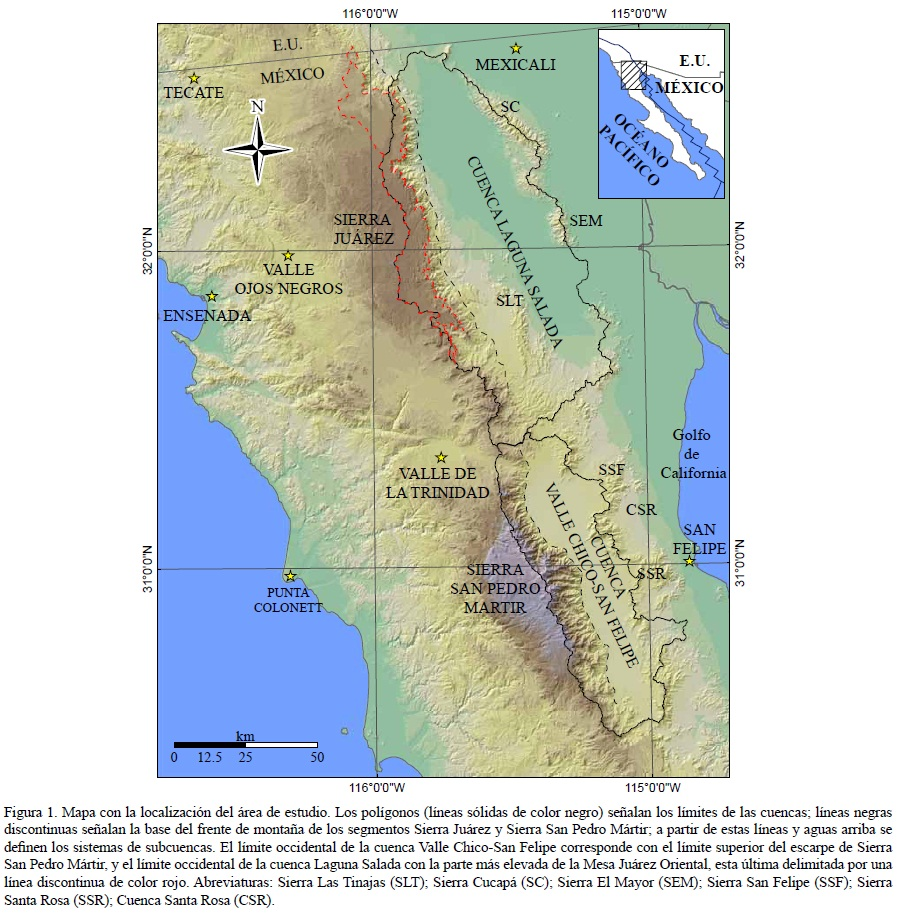
Relieve de Sierra de Juárez B.C. Méx.

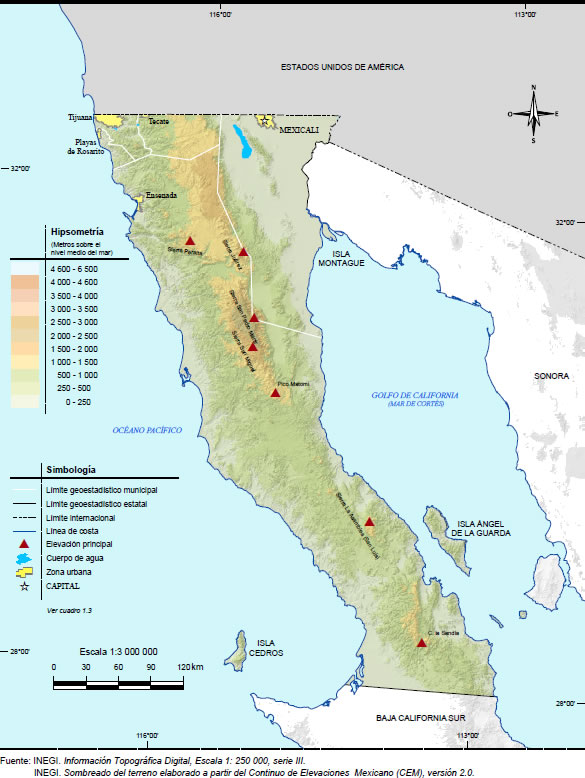
Mapa orográfico de Baja California

## Geografía y entorno
La sierra de Juárez es parte del principal sistema orográfico que cursa longitudinalmente el estado de Baja California. Es un segmento del sistema central con una longitud aproximada de 140 kilómetros con elevaciones que van de los 90 hasta poco más de 1700 metros sobre el nivel del mar. Sus estribaciones orientales y occidentales tienen una acusada diferencia en el entorno físico, mientras que en las zonas bajas del oeste se presentan las zonas de matorrales y chaparral, del lado este le bordea el Desierto de Sonora, en específico, un páramo denominado Laguna Salada, el cual es parte de la subregión del desierto de Sonora, llamado Desierto del Colorado.
Las partes altas de esta sierra, junto con la Sierra de San Pedro Mártir, albergan una enorme extensión de bosques de coníferas. Gran parte de esta sierra y algunas zonas cercanas fueron protegidas por decreto nacional y forman parte del Parque Nacional Constitución de 1857.
Esta zona es parte, principalmente, de los ejidos Sierra de Juárez y Laguna de Hanson, el ejido Sierra de Juárez fue creado por decreto presidencial a finales de los 40 o principios de los 50, antes de que fuera ejido, la zona pertenecía a una compañía estadounidense denominada Circle Bar, pero un grupo de unos 10 o 15 exmineros de la mina La Olivia, y unos capataces de la compañía decidieron solicitar la tierra como ejido debido a que estaban como terrenos nacionales.

## Clima
El clima que se presenta en la zona difiere en la parte este y oeste.  El clima occidental difiere del resto del que se presenta en esta zona, que es de tipo mediterráneo y cubre desde la parte sur del estado de California hasta la parte media del estado de Baja California. El clima templado se encuentra en las partes altas; se presentan también nevadas en los meses de invierno.
| Parámetros climáticos promedio de Laguna Hanson A., Sierra de Juarez (2066) (1580 msnm) | Parámetros climáticos promedio de Laguna Hanson A., Sierra de Juarez (2066) (1580 msnm) | Parámetros climáticos promedio de Laguna Hanson A., Sierra de Juarez (2066) (1580 msnm) | Parámetros climáticos promedio de Laguna Hanson A., Sierra de Juarez (2066) (1580 msnm) | Parámetros climáticos promedio de Laguna Hanson A., Sierra de Juarez (2066) (1580 msnm) | Parámetros climáticos promedio de Laguna Hanson A., Sierra de Juarez (2066) (1580 msnm) | Parámetros climáticos promedio de Laguna Hanson A., Sierra de Juarez (2066) (1580 msnm) | Parámetros climáticos promedio de Laguna Hanson A., Sierra de Juarez (2066) (1580 msnm) | Parámetros climáticos promedio de Laguna Hanson A., Sierra de Juarez (2066) (1580 msnm) | Parámetros climáticos promedio de Laguna Hanson A., Sierra de Juarez (2066) (1580 msnm) | Parámetros climáticos promedio de Laguna Hanson A., Sierra de Juarez (2066) (1580 msnm) | Parámetros climáticos promedio de Laguna Hanson A., Sierra de Juarez (2066) (1580 msnm) | Parámetros climáticos promedio de Laguna Hanson A., Sierra de Juarez (2066) (1580 msnm) | Parámetros climáticos promedio de Laguna Hanson A., Sierra de Juarez (2066) (1580 msnm) |
| Mes                                                                                     | Ene.                                                                                    | Feb.                                                                                    | Mar.                                                                                    | Abr.                                                                                    | May.                                                                                    | Jun.                                                                                    | Jul.                                                                                    | Ago.                                                                                    | Sep.                                                                                    | Oct.                                                                                    | Nov.                                                                                    | Dic.                                                                                    | Anual                                                                                   |
| --------------------------------------------------------------------------------------- | --------------------------------------------------------------------------------------- | --------------------------------------------------------------------------------------- | --------------------------------------------------------------------------------------- | --------------------------------------------------------------------------------------- | --------------------------------------------------------------------------------------- | --------------------------------------------------------------------------------------- | --------------------------------------------------------------------------------------- | --------------------------------------------------------------------------------------- | --------------------------------------------------------------------------------------- | --------------------------------------------------------------------------------------- | --------------------------------------------------------------------------------------- | --------------------------------------------------------------------------------------- | --------------------------------------------------------------------------------------- |
| Temp. máx. abs. (°C)                                                                    | 25.5                                                                                    | 26.0                                                                                    | 29.0                                                                                    | 33.0                                                                                    | 39.0                                                                                    | 39.0                                                                                    | 42.0                                                                                    | 42.0                                                                                    | 39.5                                                                                    | 35.0                                                                                    | 31.0                                                                                    | 33.0                                                                                    | 42.0                                                                                    |
| Temp. máx. media (°C)                                                                   | 11.7                                                                                    | 12.5                                                                                    | 13.5                                                                                    | 16.2                                                                                    | 20.8                                                                                    | 25.1                                                                                    | 29.2                                                                                    | 28.3                                                                                    | 25.3                                                                                    | 19.7                                                                                    | 15.5                                                                                    | 12.8                                                                                    | 18.9                                                                                    |
| Temp. media (°C)                                                                        | 4.5                                                                                     | 5.1                                                                                     | 6.0                                                                                     | 8.4                                                                                     | 11.9                                                                                    | 15.5                                                                                    | 19.7                                                                                    | 18.8                                                                                    | 16.2                                                                                    | 11.1                                                                                    | 7.3                                                                                     | 5.1                                                                                     | 10.5                                                                                    |
| Temp. mín. media (°C)                                                                   | -2.7                                                                                    | -2.4                                                                                    | -1.4                                                                                    | 0.6                                                                                     | 3.0                                                                                     | 5.9                                                                                     | 10.1                                                                                    | 9.3                                                                                     | 7.1                                                                                     | 2.4                                                                                     | -0.8                                                                                    | -2.7                                                                                    | 2.1                                                                                     |
| Temp. mín. abs. (°C)                                                                    | -19.0                                                                                   | -14.0                                                                                   | -14.0                                                                                   | -13.0                                                                                   | -14.0                                                                                   | -6.0                                                                                    | -7.0                                                                                    | -10.0                                                                                   | -5.0                                                                                    | -10.0                                                                                   | -15.0                                                                                   | -17.0                                                                                   | -19.0                                                                                   |
| Precipitación total (mm)                                                                | 45.2                                                                                    | 54.7                                                                                    | 63.0                                                                                    | 23.7                                                                                    | 4.6                                                                                     | 0.5                                                                                     | 39.1                                                                                    | 39.9                                                                                    | 23.3                                                                                    | 17.4                                                                                    | 36.2                                                                                    | 41.1                                                                                    | 366.4                                                                                   |
| Fuente: Comisión Nacional del Agua                                                      |                                                                                         |                                                                                         |                                                                                         |                                                                                         |                                                                                         |                                                                                         |                                                                                         |                                                                                         |                                                                                         |                                                                                         |                                                                                         |                                                                                         |                                                                                         |